# عین البقر
عین البقر، روستایی در دهستان شریف‌آباد از توابع بخش مرکزی شهرستان سیرجان در استان کرمان است.

## جمعیت
این روستا در شریف‌آباد قرار دارد و براساس سرشماری مرکز آمار ایران در سال ۱۳۹۵، جمعیت آن ۱۶۹ نفر (۵۳ خانوار) بوده‌است.